# Пенго (Падова)
Пенго је насеље у Италији у округу Падова, региону Венето.
Према процени из 2011. у насељу је живело 78 становника. Насеље се налази на надморској висини од 3 м.